# Nereis pelagica
Espèce
Nereis pelagica est une espèce de vers annélides marins appartenant à la famille des Nereididae.

## Répartition
Nereis pelagica est présent dans les océans Atlantique et Pacifique, dans les deux hémisphères, ainsi qu'en Méditerranée.

## Description
Le corps est de couleur dorée ou bronzée parfois teintée de vert, de 6 à 21 cm de longueur.

Le vaisseau sanguin médio-dorsal est bien visible.

## Habitat
Nereis pelagica vit dans la zone intertidale ou légèrement en dessous, parmi les algues, sous les blocs de pierre et dans la vase.